# Saina Nehwal
Saina Nehwal (Dhindar, districte d'Hisar, Haryana, 17 de març de 1990) és una jugadora de bàdminton de l'Índia, actual subcampiona del món, classificada la 2a millor del món al desembre de 2010 per la Federació Mundial de Bàdminton. Ella és la primera índia a guanyar una medalla en bàdminton en els Jocs Olímpics. Va aconseguir aquesta gesta en guanyar la medalla de bronze als Jocs Olímpics de Londres 2012 el 4 d'agost de 2012. Ella és la primera índia a guanyar el Campionat Mundial Júnior de Bàdminton i també va ser la primera índia a guanyar un torneig Super Sèries, per alçar-se amb l'Obert d'Indonèsia el 21 de juny de 2009. Saina va obtenir l'or olímpic de Quest.
Anteriorment va ser entrenada per SM Arif, un guanyador del Premi de Dronacharya, Saina és la campiona nacional de l'Índia i actualment és la regnant i és entrenada per l'ex campió de l'All England i l'entrenador nacional de Pullela Gopichand. Saina Nehwal juga en Hyderabad Hotshots en Indian Badminton League.
En el Campionat Mundial de Bàdminton de 2015 de Jakarta, Indonèsia va aconseguir el segon lloc.